# Steve Williams (muzikant)
Stephen E. Williams (Rochester (New York), 7 januari 1956) is een Amerikaanse jazzdrummer en componist van de Modern Jazz.

## Biografie
Williams groeide op in Washington D.C. en studeerde muziek aan de University of Miami. Tijdens deze periode speelde hij bij Monty Alexander, voordat hij daarna naar New York verhuisde, waar hij onderricht had bij Billy Hart. In Washington werkte Williams tijdens de opvolgende jaren met Milt Jackson, Freddie Hubbard, Joe Williams, Woody Shaw, Gary Bartz, Eddie Henderson, John Hicks, Larry Willis en Mulgrew Miller. Hij speelde bovendien in de band van Gary Thomas, met wie hij een van zijn eerste composities Pads opnam.
Sinds begin jaren 1980 behoorde hij bij de begeleidingsband van Shirley Horn, met wie hij 25 jaar samenwerkte. Hij werkte ook mee bij Horns samenwerkingen met Toots Thielemans, Branford Marsalis/Wynton Marsalis, Carmen McRae, Roy Hargrove en Miles Davis.
Na Horns overlijden verhuisde Williams opnieuw naar New York, waar hij onderwijs kreeg van Michael Carvin. Daarnaast werkte hij met de Steve Slagle/Dave Stryker Band, Paul Bollenback, Roni Ben-Hur, Larry Willis, de John Hicks Legacy Band, Bill Saxton, Bob Mover, Amy London, Sara Lazarus, Ben Vereen, Joe Lovano en Eddie Henderson. Bovendien leidde hij een eigen kwintet. Het eerste album New Incentive van zijn band verscheen in 2007. Tot zijn muzikanten behoorden Olivier Hutman (piano), Michael Bowie (bas), Donvonte McCoy (trompet) en Antoine Roney (saxofoon). Gastmuzikanten daarbij waren John Hicks, Gary Bartz en Roy Hargrove.
Op het gebied van jazz was hij tussen 1984 en 2017 betrokken bij talrijke opnamesessies, onder andere ook met Clifford Jordan/Ran Blake, Kendra Shank, Ron Holloway, Mark Taylor, Jerry Ascione/Marvin Stamm, Mark Murphy en Camille Thurman. Tegenwoordig behoort hij tot het trio van Tardo Hammer.

## Discografie
- 2014: Shirley Horn: Live at the 4 Queens (Resonance, rec. 1988)
- 2012: Steve Williams & Jazz Nation :Jazz Nation (QA2)

- Bibsys: 6096655
- Bibliothèque nationale de France: cb13931585k (data)
- Gemeinsame Normdatei: 134557816
- International Standard Name Identifier: 0000 0000 7975 3072
- Library of Congress Control Number: n92006125
- MusicBrainz: 006dc836-f975-43df-8460-4ca15cb20f5f
- Nationale Bibliotheek van Israël: 987007413674205171
- Nederlandse Thesaurus van Auteursnamen: 296984841
- Système universitaire de documentation: 08397458X
- Virtual International Authority File: 271876201